# ISO 3166-2:BV
ISO 3166-2:BVはISOの3166-2規格のうち、BVで始まるものである。南大西洋にあるノルウェー領ブーベ島の行政区分コードを意味する。ブーベ島はISO 3166-1(ISO 3166-1 alpha-2)で、BVを国コードとして割り振られている。ブーベ島は無人島であり、ISO 3166-2:BVに対応する行政区分コードの割り当てはない。